# 全新世滅絕事件

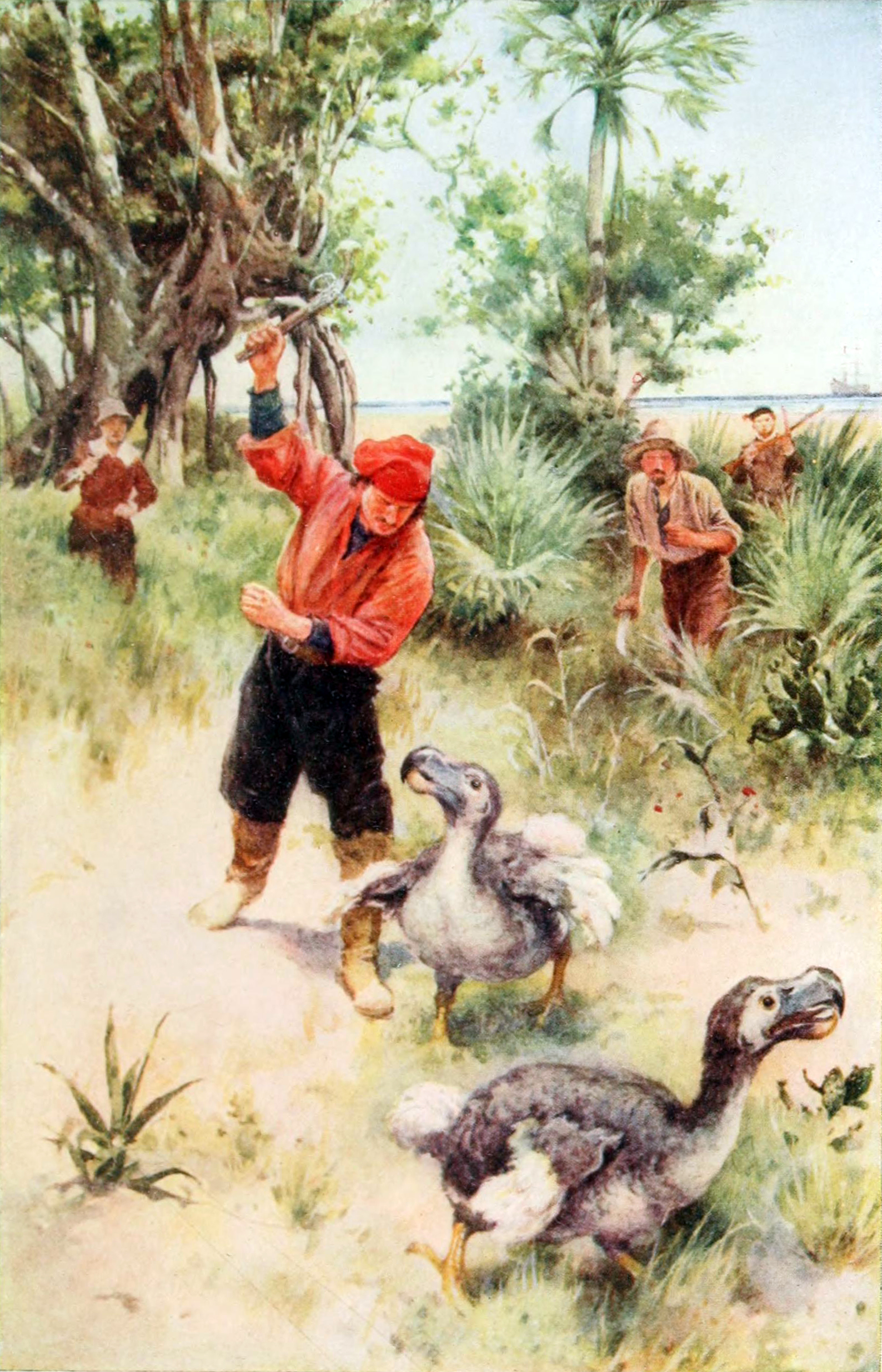
渡渡鳥因其棲息的森林被人類破壞，鳥蛋被入侵的哺乳動物掠食，而於17世紀中後期滅絕

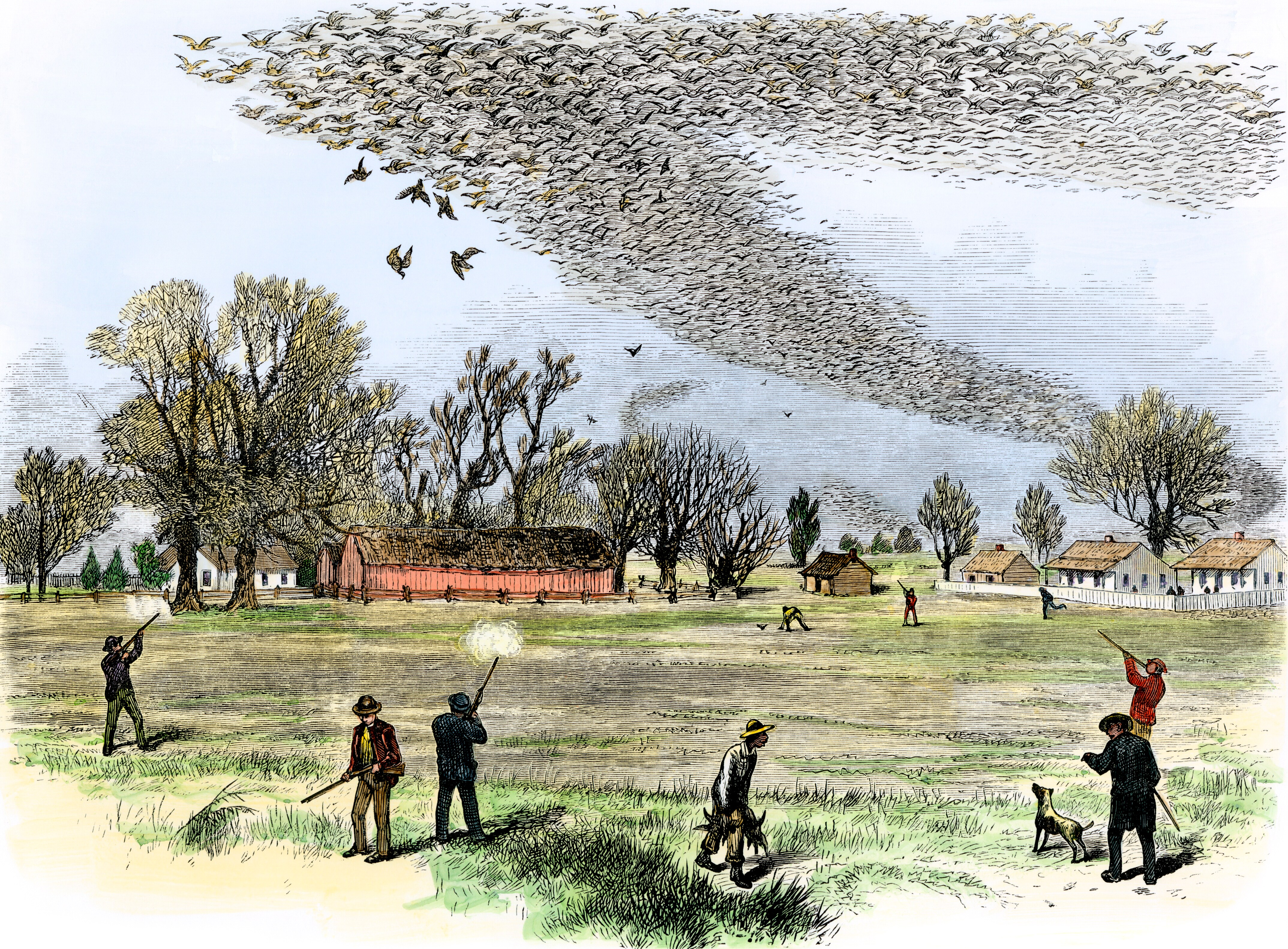
曾有多达50亿只旅鸽生活在美国，但因为其极度社会化的生活方式，旅鸽因为人类大规模狩猎和栖息地破坏在1914年灭绝

全新世滅絕事件，又稱人類世滅絕、第六次大滅絕，是於現今的全新世所發生廣泛及持續的滅絕或生物集群滅絕事件。涉及的滅絕集群包括了植物及動物的科，如哺乳動物、鳥類、兩棲類、爬行動物及節肢動物，大部份滅絕都是在雨林內發生。於1500年至2006年，世界自然保護聯盟就列出了784個已滅絕物種。不過，有很多實際滅絕的物種都沒有记錄，一些科學家估計於20世紀，就已有200萬個物種實際滅絕。根據物種面積曲線估計，每年就有達14萬個物種滅絕。
廣義來說，全新世滅絕事件亦可包括發生在更新世-全新世之間的第四紀滅絕事件（或稱冰河時期滅絕事件）。自一萬年前，人類發展及散佈開始後造成巨型動物群消失。是次滅絕事件並非源自氣候的轉變或人類人口過多。不過全新世滅絕事件則延伸至現今的21世紀。
就全新世滅絕事件應否包攬近期的滅絕事件，或是只视为單一事件而並未有共識。近期的滅絕時件也包含了植物的滅絕。整體而言，這次事件的特徵就是人為成因的出現及發生在非常短的時間之內，而這一次的滅絕事件，即使以最保守的方法估算，仍是眾多次滅絕事件中最快的一次。人類文明誕生至今造成了83%的野生動物的滅絕。

## 史前滅絕事件

### 第四紀滅絕事件
第四紀滅絕事件或冰河時期滅絕事件的特徵是很多重於40公斤的巨型動物群的滅絕。就大型哺乳動物而言，在北美洲就有33種滅絕；南美洲有46種；澳洲有15種；歐洲有7種；撒哈拉以南非洲只有2種。差不多所有源自南美洲的大型哺乳動物（重於100公斤），包括在南北美洲生物大遷徙中遷往北美洲的也都滅絕了。各大洲中只有南美洲及澳大利亚涉及科以上分類的滅絕。第四紀滅絕事件的成因有兩個主要的假說：氣候轉變及史前殺戮假說
。

### 其他滅絕事件

#### 新西蘭
自前1500年，在玻里尼西亞人到達後就有幾個物種消失：
- 10種恐鳥
- 哈斯特鷹
- 镐嘴秧鸡

#### 太平洋
基於考古學及古生物學在70個不同島嶼發掘的研究發現，大量的物種因人類自3萬年前在俾斯麥群島及所羅門群島橫渡太平洋而滅絕。估計在太平洋就有約2000種鳥類因人類的到達而滅絕。這些物種包括：
- 夏威夷的Moa-nalo；
- 茂宜島上的Branta hylobadistes；
- 新喀里多尼亞的森鸡；
- 新喀里多尼亞、斐濟及薩摩亞的馬氏鱷亞科。

#### 馬達加斯加
自前1世紀及1世紀人類到達後，差不多所有島內的巨型動物群都已滅絕，包括：
- 8種或更多的象鳥；
- 17-50種狐猴，包括大指猴、古原狐猴及古大狐猴及巨狐猴；
- 巨馬島獴
- 2種馬達加斯加河馬。

#### 印度洋群島
自前1500年起，人類在島內居住後就有以下物種滅絕：
- 塞席爾及馬斯克林群島上幾種巨型龜；
- 14種馬斯克林群島上的鳥類，包括渡渡鳥、羅德里格斯渡渡鳥及留尼旺孤鴿。

## 持續的滅絕事件

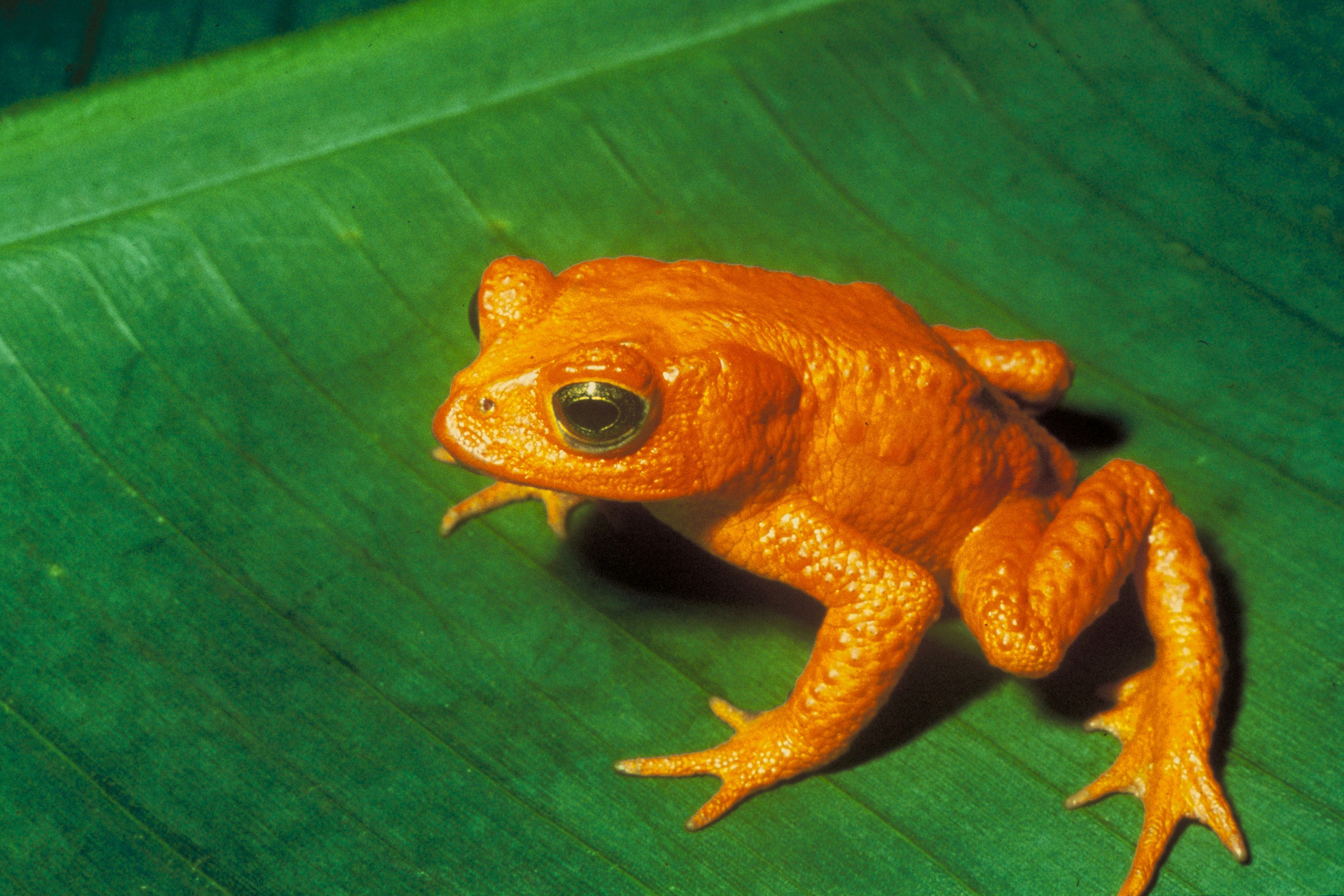
哥斯達黎加的金蟾蜍，因氣候轉變已自1989年滅絕

現今物種滅絕的速度估計是地球演化年代平均滅絕速度的100倍。巨型動物群的滅絕一直持續至21世紀。現代的滅絕事件基本上是人類造成的直接影響。滅絕率已因培養在野外滅絕的物種（如麋鹿）及保存了在生態上已滅絕的物種（如大熊貓、蘇門答臘犀牛及黑足鼬）等而得到舒緩。一些知名的滅絕動物如下：
- 歐洲的原牛；
- 歐洲野馬；
- 塔斯曼尼亞的袋狼；
- 非洲東南部的斑驢；
- 白令海的大海牛；
- 福克蘭狼。

很多鳥類也因人類活動而消失，尤其是那些島內的特有種和不能飛的鳥類。較知名的物種如下：
- 毛里裘斯的渡渡鳥；
- 北大西洋島嶼的大海雀；
- 北美洲的旅鴿；
- 新西蘭的恐鳥；
- 美國東南部的卡羅萊納長尾鸚鵡。

艾德華·威爾森（E.O. Wilson）以現今人類破壞環境的頻率計算，估計有一半的物種會於2100年消失。美國科學促進會前主席彼得·雷文（Peter Raven）指出人類所引發生物的滅絕及物種的永久消失，遠超於歷史所造成的幾百倍，於21世紀末將失去大部份物種。現今的生物集群滅絕都是與人類有關，如伐林及其他破壞棲息地的行為、獵殺及煮食、引入非原住的物種、污染及氣候轉變。聯合國亦指自6500萬年前恐龍滅絕後，世界正面臨另一更壞的時期。
所有以往的滅絕事件都是因天然的地質問題，而最短的地質年代也是由數十萬至數百萬年計算。那些事件可能與一些突發事年所引起，如希克蘇魯伯隕石撞擊，複雜的生態相互關係亦令事件惡化。上一次冰河時期巨型動物群的消失也未知是否與人類活動直接或間接有關。

## 人類影響

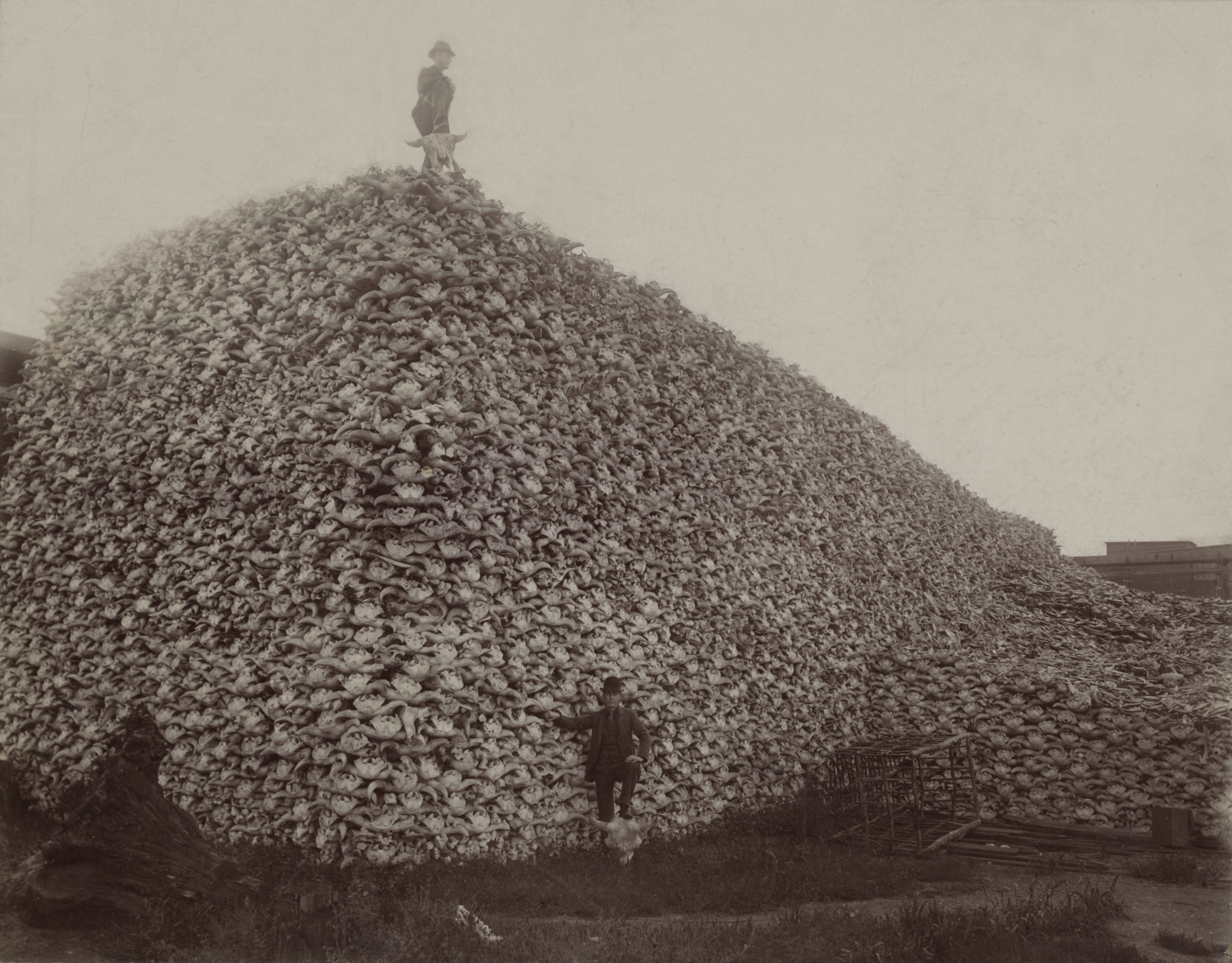
美洲野牛在19世紀下半葉被美国白人獵殺至近乎絕種，主要一個原因是為了断绝平原印第安人的食物來源，是种族战争的一种焦土策略。在14世纪北美约有3000萬至6000萬头美洲野牛，但據FWS統計，至1884年只剩下325頭野生野牛

人類活動導致動物及植物的滅絕可以追溯至更新世晚期。人為因素導致的滅絕事件，與及一些預計的事件，都被指為「人類世滅絕事件」或「人類世集群滅絕」。雖然現今的滅絕事件都有紀錄，但其命名卻不同。人類世一詞就並沒有正式的定義，一些會用來指現今及預計發生的滅絕事件。全新世及人類世的界線也不明確，一些學者會將人類影響氣候的時期算計在內，其他的則以工業革命為界。
於更新世晚期巨型草食性動物滅絕的成因有兩個假說：氣候轉變及早期人類對生態的影響。為了獵殺反芻動物及抵抗肉食性或食腐動物而燒燬一些棲息地，都令草食性動物的生存受到影響。

## 外部連結
- .   [2008-08-03]. （原始内容存档于2007-06-07）.
- .   [2008-08-03]. （原始内容存档于2012-12-17）.
- Firestone RB, West A, Kennett JP;  et al. . Proc. Natl. Acad. Sci. U.S.A. October 2007, 104 (41): 16016–21. PMC 1994902 . PMID 17901202. doi:10.1073/pnas.0706977104.
- . 臺大科學教育發展中心 影音平台 ．NTU CAStudio.   [2013-07-24]. （原始内容存档于2016-04-16）.